# Guadalupe (Antioquia)
Pour les articles homonymes, voir Guadalupe.
Guadalupe est une municipalité située dans le département d'Antioquia, en Colombie.